# NGC 4845
NGC 4845 (ook: NGC 4910) is een spiraalvormig sterrenstelsel in het sterrenbeeld Grote Beer. Het hemelobject ligt ongeveer 70 miljoen lichtjaar van de Aarde verwijderd en werd op 24 januari 1784 ontdekt door de Duits-Britse astronoom William Herschel.

## Synoniemen
- UGC 8078
- MCG 0-33-25
- ZWG 15.49
- IRAS 12554+0150
- PGC 44392